# Toyota bZ4X
Toyota bZ4X – elektryczny samochód osobowy typu crossover klasy średniej produkowany pod japońską marką Toyota od 2022 roku.

## Historia i opis modelu

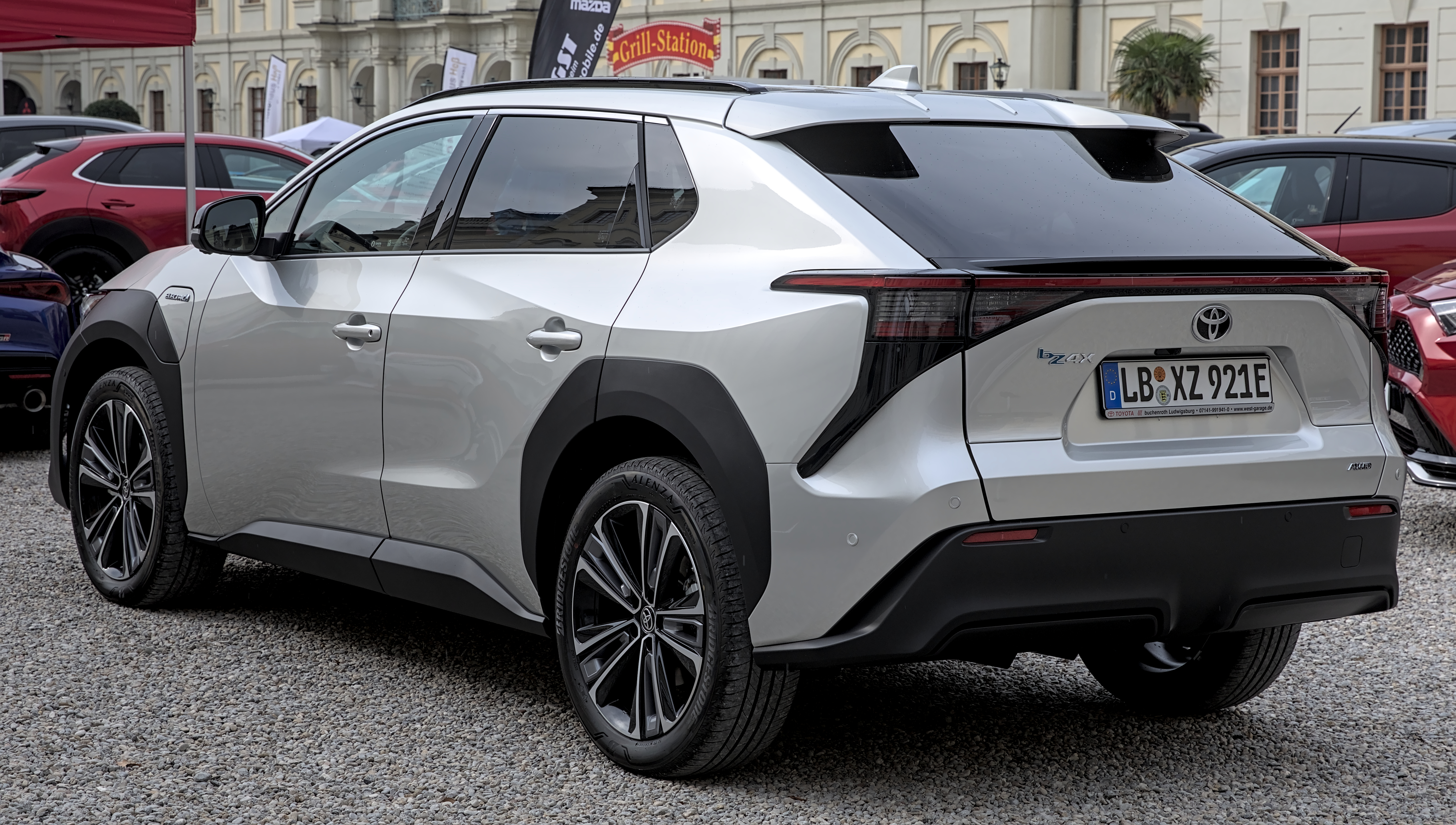
Toyota bZ4X – tył

Toyota bZ4X została zaprezentowana oficjalnie po raz pierwszy pod koniec października 2021 roku. Europejska premiera miała miejsce w grudniu tego samego roku. Produkcja modelu rozpoczęła się w kwietniu 2022 roku. Pierwotnie samochód miał trafić do sprzedaży w czerwcu 2022 roku, ale ze względu na odpadające koła w samochodzie debiut rynkowy został opóźniony o 4 miesiące.